# Babysitter... un thriller
Babysitter... un thriller (The Babysitter) è un film statunitense del 1995 diretto da Guy Ferland.
Il film, basato su un racconto omonimo scritto da Robert Coover e incluso nella sua raccolta Pricksongs and Descants (1969), è stato pubblicato in direct-to-video.

## Trama
Una babysitter adolescente di nome Jennifer si occupa di due bambini mentre i genitori sono assenti per un impegno, ma il suo ragazzo viene costretto da un loro amico ad andare da lei, e la scena porta alle tragiche conseguenze che seguiranno.